# Представление (базы данных)

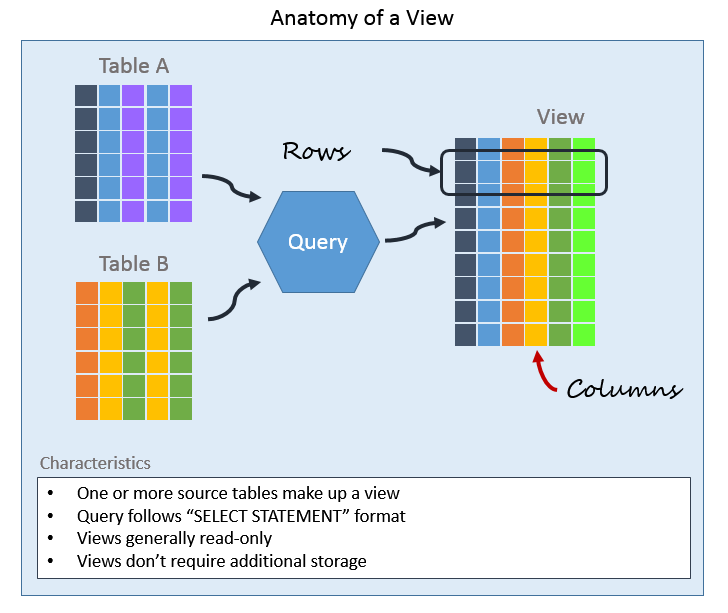
Представление

Представление (англ. view) — виртуальная (логическая) таблица, представляющая собой поименованный запрос (синоним к запросу), который будет подставлен как подзапрос при использовании представления.
В отличие от обычных таблиц реляционных баз данных, представление не является самостоятельной частью набора данных, хранящегося в базе. Содержимое представления динамически вычисляется на основании данных, находящихся в реальных таблицах.
Изменение данных в реальной таблице базы данных немедленно отражается в содержимом всех представлений, построенных на основании этой таблицы.

## Способ создания и содержимое представлений
Типичным способом создания представлений для СУБД, поддерживающих язык запросов SQL, является указание определённого SQL-запроса; соответственно, содержимое представления — это результат выполнения такого запроса, а возможности построения представления ограничиваются только степенью сложности диалекта SQL, поддерживаемого конкретной СУБД. Так, для типичных СУБД, таких как PostgreSQL, Interbase, Firebird, Microsoft SQL Server, Oracle Database, представление может содержать:
- подмножество записей из таблицы базы данных, отвечающее определённым условиям (например, при наличии одной таблицы «Люди» можно создать два представления «Мужчины» и «Женщины», в каждом из которых будут записи только о людях соответствующего пола);
- подмножество столбцов таблицы базы данных, требуемое программой (например, из реальной таблицы «Сотрудники» представление может содержать по каждому сотруднику только ФИО и табельный номер);
- результат обработки данных таблицы определёнными операциями (например, представление может содержать все данные реальной таблицы, но с приведением строк в верхний регистр и обрезанными начальными и концевыми пробелами);
- результат соединения (join) нескольких таблиц (например, при наличии таблиц «Люди», «Адреса», «Улицы», «Фирмы и организации» возможно построение представления, которое будет выглядеть как таблица, для каждого человека содержащее его личные данные, адрес места жительства, название организации, где он работает, и адрес этой организации);
- результат слияния (union) нескольких таблиц с одинаковыми именами и типами полей, когда в представлении попадают все записи каждой из сливаемых таблиц (возможно, с исключением дублирования);
- результат группировки записей в таблице (например, при наличии таблицы «расходы» с записями по каждому платежу можно построить представление, содержащее средства, израсходованные на каждую отдельную статью расходов);
- практически любую комбинацию вышеперечисленных возможностей.

## Использование
Представления используются в запросах к базе данных тем же образом, как и обычные таблицы. В случае SQL-СУБД имя представления может находиться в SQL-запросе на месте имени таблицы (в предложении FROM). Запрос из представления обрабатывается СУБД точно так же, как запрос, в котором на месте имени представления находится подзапрос, определяющий это представление. При этом СУБД с развитыми возможностями оптимизации запросов перед выполнением запроса из представления могут проводить совместную оптимизацию запроса верхнего уровня и запроса, определяющего представление, с целью минимизации затрат на выборку данных.
Использование представлений не даёт каких-то совершенно новых возможностей в работе с базой данных, но может быть очень удобно. Представления скрывают от прикладной программы сложность запросов и саму структуру таблиц базы данных. Когда прикладной программе требуется таблица с определённым набором данных, она делает простейший запрос из подготовленного представления. При этом даже если для получения этих данных требуется чрезвычайно сложный запрос, сама программа этого запроса не содержит.
Кроме того, использование представлений позволяет отделить прикладную схему представления данных от схемы хранения. С точки зрения прикладной программы структура данных соответствует тем представлениям, из которых программа эти данные извлекает. В действительности данные могут храниться совершенно иным образом, достаточно лишь создать представления, отвечающие потребностям программы. Разделение позволяет независимо модифицировать прикладную программу и схему хранения данных: как при изменении структуры физических таблиц, так и при изменении программы достаточно изменить представления соответствующим образом. Изменение программы не затрагивает физические таблицы, а изменение физической структуры таблиц не требует корректировки программы.
С помощью представлений обеспечивается ещё один уровень защиты данных. Пользователю могут предоставляться права только на представление, благодаря чему он не будет иметь доступа к данным, находящимся в тех же таблицах, но не предназначенных для него.
Поскольку SQL-запрос, выбирающий данные представления, зафиксирован на момент его создания, СУБД получает возможность применить к этому запросу оптимизацию или предварительную компиляцию, что положительно сказывается на скорости обращения к представлению, по сравнению с прямым выполнением того же запроса из прикладной программы.

## Специфические типы представлений
Некоторые СУБД имеют расширенные представления для данных, доступных только для чтения. Так, Oracle Database реализует концепцию «материализованных представлений» — представлений, содержащих предварительно выбранные невиртуальные наборы данных, совместно используемых в распределённых базах данных. Эти данные извлекаются из различных удалённых источников (с разных серверов распределённой СУБД). Целостность данных в материализованных представлениях поддерживается за счёт периодических синхронизаций или с использованием триггеров. Аналогичный механизм предусмотрен в Microsoft SQL Server версии 2000.
По самой сути представления могут быть доступны только для чтения. Тем не менее, в некоторых СУБД (например, в Oracle Database) представления могут быть редактируемыми, как и обычные физические таблицы. Редактирование может допускаться для представлений, выбранных из единственной физической таблицы таким образом, чтобы каждой записи в представлении соответствовала строго одна запись в таблице-источнике, а в числе полей представления был первичный ключ физической таблицы. При выполнении команд редактирования, добавления или удаления для такого представления сервер СУБД преобразует эти команды в соответствующие команды для физической таблицы-источника. Разумеется, если в представлении используется группировка записей или преобразование значений в полях, редактирование такого представления невозможно даже теоретически. Но и такие представления могут, тем не менее, редактироваться, посредством написания соответствующих триггеров (хотя осмысленность подобных операций целиком останется на совести программиста). Кроме того, в некоторых СУБД есть возможность указать триггер на уровне представления (INSTEAD OF в Oracle Database), в котором программист может указать действия, осуществляемые при редактировании представления.